# Cratere Thule
Thule  è un cratere sulla superficie di Marte.